# 間在細胞
間在細胞（かんざいさいぼう、英:Intercalated cells）または介在細胞（かいざいさいぼう）とは、腎臓の集合管において酸塩基恒常性に参画するα型とβ型を有する細胞のことである。
| 細胞の種類 | 分泌                                                              | 再吸収   |
| α-間在細胞 | 酸 (水素イオンの形成に際してH+-ATPaseとH+/K+交換、頂端膜を経由。) | 重炭酸塩 |
| β-間在細胞 | 重炭酸塩                                                          | 酸       |